# Puchar Europy Mistrzów Klubowych (1958/1959)
W sezonie 1958/1959 rozegrano czwartą edycję Pucharu Europy Mistrzów Klubowych (ang. European Champion Clubs' Cup), którego kontynuacją jest dzisiejsza Liga Mistrzów UEFA. W turnieju wystąpiło dwadzieścia osiem drużyn. Mecz finałowy rozegrany 3 czerwca 1959 na Neckarstadionie zakończył się zwycięstwem Realu Madryt nad Stade de Reims 2:0.

## Runda wstępna
| Drużyna 1              | Wynik dwumeczu | Drużyna 2         | Pierwszy mecz | Drugi mecz |
| ---------------------- | -------------- | ----------------- | ------------- | ---------- |
| Juventus F.C.          | 3:8            | Wiener Sport-Club | 3:1           | 0:7        |
| NK Dinamo              | 3:4            | Dukla Praga       | 2:2           | 1:2        |
| Beşiktaş JK            | (w/o)1         | Olympiakos SFP    | –             | –          |
| Atlético Madryt        | 13:1           | Drumcondra        | 8:0           | 5:1        |
| KB                     | 5:52           | FC Schalke 04     | 3:0           | 2:5        |
| Polonia Bytom          | 0:6            | MTK Budapeszt     | 0:3           | 0:3        |
| BSC Young Boys         | (w/o)3         | Manchester United | –             | –          |
| Jeunesse Esch          | 2:24           | IFK Göteborg      | 1:2           | 1:0        |
| Wismut Karl Marx Stadt | 4:45           | Petrolul Ploiești | 4:2           | 0:2        |
| DOS                    | 4:6            | Sporting CP       | 3:4           | 1:2        |
| Standard Liège         | 6:3            | Hearts            | 5:1           | 1:2        |
| Ards                   | 3:10           | Stade de Reims    | 1:4           | 2:6        |

1 Olympiakos zrezygnował z udziału z powodów politycznych.
2 Schalke 04 wygrało z KB 3:1 w trzecim decydującym o awansie do 1. rundy meczu.
3 Początkowo Manchester United otrzymał przez UEFA zaproszenie do udziału w Pucharze Europy z powodu katastrofy lotniczej w Monachium. Jednak ostatecznie Federacja Angielska zgodziła się jedynie na udział mistrza kraju w rozgrywkach.
4 IFK Göteborg wygrał z Jeunesse Esch 5:1 w trzecim decydującym o awansie do 1. rundy meczu.
5 Wismut Karl Marx Stadt wygrał z Petrolulem Ploiești 4:0 w trzecim decydującym o awansie do 1. rundy meczu.

### Pierwsze mecze
| 26.08.1958 | KB · Birkeland 31', 46' · Krog 35' | 3:02:0 | FC Schalke 04 | Parken, Kopenhaga Widzów: 15.000 Sędzia: Andries van Leeuwen |
|            |                                    |        |               |                                                              |

| 03.09.1958 | Standard Liège · Jadot 17', 85' · Piters 34' · Bonga 73' · Houf 78' | 5:12:1 | Heart of Midlothian · Crawford 14' | Stade Sclessin, Liège Widzów: 30.000 Sędzia: Pierre Schwinte |
|            |                                                                     |        |                                    |                                                              |

| 10.09.1958 | Dinamo Zagrzeb · Lipošinović 70', 73' | 2:20:1 | Dukla Praga · Borovička 31' · Brumovský 51' | Dinamo Stadion, Zagrzeb Widzów: 25.000 Sędzia: Erich Steiner |
|            |                                       |        |                                             |                                                              |

| 14.09.1958 | Jeunesse Esch · May 20' | 1:21:1 | IFK Göteborg · N. Johansson 19' · B. Johansson 72' | Stade de la Frontière, Esch-sur-Alzette Widzów: 3.500 Sędzia: Aage Poulsen |
|            |                         |        |                                                    |                                                                            |

| 17.09.1958 | Atlético Madryt · Peiró 2', 51' · Vavá 6', 61' · Collar 56', 76' · Mendonça 63', 67' | 8:02:0 | Drumcondra | Estadio Metropolitano de Madrid, Madryt Widzów: 50.000 Sędzia: Giulio Campanati |
|            |                                                                                      |        |            |                                                                                 |

| 17.09.1958 | Wismut Karl Marx Stadt · Tröger 25' · Viertel 39', 68' · Kaiser 79' | 4:22:0 | Petrolul Ploiești · Dridea 7', 82' | Otto-Grotewohl-Stadion, Aue Widzów: 12.000 Sędzia: Antonín Ruzicka |
|            |                                                                     |        |                                    |                                                                    |

| 17.09.1958 | Polonia Bytom | 0:30:0 | MTK Budapeszt · Sándor 46' · Palotás 73', 80' | Stadion Polonii, Bytom Widzów: 30.000 Sędzia: Werner Treichel |
|            |               |        |                                               |                                                               |

| 17.09.1958 | Ards F.C. · Lawry 87' | 1:40:3 | Stade de Reims · Fontaine 26', 38', 45', 85' | Windsor Park, Belfast Widzów: 20.000 Sędzia: José María Ortiz de Mendibil |
|            |                       |        |                                              |                                                                           |

| 24.09.1958 | Juventus · Sívori 2', 56', 62' | 3:11:1 | Wiener SC · Horak 8' | Stadio Comunale, Turyn Widzów: 40.000 Sędzia: Josef Gulde |
|            |                                |        |                      |                                                           |

| 01.10.1958 | DOS · Temming 48' (k.) · van der Linden 52' · Luiten 88' | 3:40:2 | Sporting CP · Ivson 31', 83' · Hugo 41' · Vasques 55' | Stadion Galgenwaard, Utrecht Widzów: 20.000 Sędzia: John Clough |
|            |                                                          |        |                                                       |                                                                 |

### Rewanże
| 09.09.1958 | Heart of Midlothian · Bauld 55', 65' | 2:10:0 | Standard Liège · Givard 58' | Tynecastle, Edynburg Widzów: 37.500 Sędzia: Louis Fauquembergue |
|            |                                      |        |                             |                                                                 |

| 17.09.1958 | FC Schalke 04 · Klodt 25', 34' · Sadlowski 46' · Nowak 70' · Brocker 72' | 5:22:0 | KB · Andresen 53', 66' | Glückauf-Kampfbahn, Gelsenkirchen Widzów: 30.000 Sędzia: Willem Beltman |
|            |                                                                          |        |                        |                                                                         |

| 28.09.1958 | Petrolul Ploiești · Fronea 33' · Marinescu 79' | 2:01:0 | Wismut Karl Marx Stadt | Stadionul Ilie Oană, Ploeszti Widzów: 25.000 Sędzia: Václav Korelus |
|            |                                                |        |                        |                                                                     |

| 30.09.1958 | IFK Göteborg | 0:1 | Jeunesse Esch · May 21' | Ullevi, Göteborg Widzów: 21.435 Sędzia: Valdemar Hansen |
|            |              |     |                         |                                                         |

| 01.10.1958 | Wiener SC · Skerlan 24' · Hamerl 34', 38', 64', 80' · Hof 82', 85' | 7:03:0 | Juventus | Praterstadion, Wiedeń Widzów: 20.000 Sędzia: Paul Wyssling |
|            |                                                                    |        |          |                                                            |

| 01.10.1958 | Dukla Praga · Dvořák 30' · Vacenovský 71' | 2:11:1 | Dinamo Zagrzeb · Gašpert 45' | Stadion Strahov, Praga Widzów: 10.000 Sędzia: Erich Steiner |
|            |                                           |        |                              |                                                             |

| 01.10.1958 | Drumcondra · Fullam 51' (k.) | 1:50:3 | Atlético Madryt · Peiró 16', 67' · Csóka 19' · Collar 45' · Vavá 86' | Dalymount Park, Dublin Widzów: 20.000 Sędzia: Giulio Campanati |
|            |                              |        |                                                                      |                                                                |

| 01.10.1958 | MTK Budapeszt · Molnár 41' · Palotás 58', 75' | 3:01:0 | Polonia Bytom | Hungária Körút, Budapeszt Widzów: 10.000 Sędzia: Josef Kandlbinder |
|            |                                               |        |               |                                                                    |

| 08.10.1958 | Sporting CP · Ivson 48', 76' | 2:10:0 | DOS · Krommert 82' | Estádio José Alvalade, Lizbona Widzów: 40.000 Sędzia: John Kelly |
|            |                              |        |                    |                                                                  |

| 08.10.1958 | Stade de Reims · Piantoni 10', 40' · Fontaine 14', 16' · Bliard 20', 74' | 6:25:2 | Ards F.C. · Lawther 10' · Quee 28' | Stade Auguste Delaune, Reims Widzów: 19.509 Sędzia: Manuel Asensi Martín |
|            |                                                                          |        |                                    |                                                                          |

### Dodatkowe mecze
| 01.10.1958 | FC Schalke 04 · Klodt 57', 86' · Nowak 66' | 3:10:0 | KB · Krahmer 90' | Diekman Stadion, Enschede Widzów: 27.000 Sędzia: Leo Horn |
|            |                                            |        |                  |                                                           |

| 12.10.1958 | Wismut Karl Marx Stadt · Zink 4' · Tröger 7', 75' (k.) · Wolf 48' | 4:02:0 | Petrolul Ploiești | Stadion im. Nikity Chruszczowa, Kijów Widzów: 40.000 Sędzia: Karol Galba |
|            |                                                                   |        |                   |                                                                          |

| 15.10.1958 | IFK Göteborg · Andersson 37' · Berndtsson 59', 85' · B. Johansson 68' · N. Johansson 80' | 5:11:1 | Jeunesse Esch · Meurisse 5' | Ullevi, Göteborg Widzów: 11.780 Sędzia: Jarl Hansen |
|            |                                                                                          |        |                             |                                                     |

## I runda
| Drużyna 1               | Wynik dwumeczu | Drużyna 2              | Pierwszy mecz | Drugi mecz |
| ----------------------- | -------------- | ---------------------- | ------------- | ---------- |
| Real Madryt             | 3:1            | Beşiktaş JK            | 2:0           | 1:1        |
| Wiener SC               | 3:2            | Dukla Praga            | 3:1           | 0:1        |
| MTK Budapeszt           | 2:6            | BSC Young Boys         | 1:4           | 1:2        |
| Atlético Madryt         | 2–21           | CDNA Sofia             | 2:1           | 0:1        |
| IFK Göteborg            | 2:6            | Wismut Karl Marx Stadt | 2:2           | 0:4        |
| Stade de Reims          | 7:0            | HPS                    | 4:0           | 3:0        |
| Wolverhampton Wanderers | 3:4            | FC Schalke 04          | 2:2           | 1:2        |
| Sporting CP             | 2:6            | Standard Liège         | 2:3           | 0:3        |

1 Atlético Madryt wygrało z CDNA Sofia 3:1 w trzecim decydującym o awansie do 2. rundy meczu.

### Pierwsze mecze
| 29.10.1958 | Sporting CP · Bolzée 23' (sam.) · Mendes 80' | 2:31:1 | Standard Liège · Paeschen 10' · Jadot 69' · Mallants 80' | Estádio José Alvalade, Lizbona Widzów: 35.000 Sędzia: Joseph Barberan |
|            |                                              |        |                                                          |                                                                       |

| 05.11.1958 | Wiener SC · Hof 22' · Hamerl 47' · Knoll 57' | 3:11:0 | Dukla Praga · Pluskal 83' | Praterstadion, Wiedeń Widzów: 50.000 Sędzia: Kevin Howley |
|            |                                              |        |                           |                                                           |

| 05.11.1958 | Atlético Madryt · Vavá 60' · Peiró 79' | 2:10:0 | CDNA Sofia · Dimitrow 77' | Estadio Santiago Bernabéu, Madryt Widzów: 80.000 Sędzia: Paul Wyssling |
|            |                                        |        |                           |                                                                        |

| 05.11.1958 | MTK Budapeszt · Molnár 65' | 1:20:0 | BSC Young Boys · Wechselberger 64' · Zahnd 80' | Népstadion, Budapeszt Widzów: 20.000 Sędzia: Alfred Grill |
|            |                            |        |                                                |                                                           |

| 09.11.1958 | IFK Göteborg · Ohlsson 5' · Andersson 31' | 2:22:0 | Wismut Karl Marx Stadt · Seifert 61' · Zink 67' | Ullevi, Göteborg Widzów: 13.978 Sędzia: Józef Kowal |
|            |                                           |        |                                                 |                                                     |

| 12.11.1958 | Wolverhampton Wanderers · Broadbent 52', 65' | 2:20:1 | FC Schalke 04 · Siebert 25' · Koslowski 88' | Molineux, Wolverhampton Widzów: 45.676 Sędzia: Albert Alsteen |
|            |                                              |        |                                             |                                                               |

| 13.11.1958 | Real Madryt · Santisteban 57' · Kopa 90' | 2:00:0 | Beşiktaş JK | Estadio Santiago Bernabéu, Madryt Widzów: 60.000 Sędzia: Pietro Bonetto |
|            |                                          |        |             |                                                                         |

| 26.11.1958 | Stade de Reims · Vincent 22', 35', 85' · Siatka 89' | 4:02:0 | HPS | Stade Auguste Delaune, Reims Widzów: 11.452 Sędzia: Edgar Ommerborn |
|            |                                                     |        |     |                                                                     |

### Rewanże
| 26.11.1958 | Dukla Praga · Masopust 60' | 1:00:0 | Wiener SC | Letná, Praga Widzów: 30.000 Sędzia: Aage Poulsen |
|            |                            |        |           |                                                  |

| 27.11.1958 | Beşiktaş JK · Kaya 64' | 1:10:1 | Real Madryt · Santisteban 13' | Mithat Paşa Stadı, Stambuł Widzów: 30.000 Sędzia: Cesare Jonni |
|            |                        |        |                               |                                                                |

| 26.11.1958 | CDNA Sofia · Panajotow 64' | 1:00:0 | Atlético Madryt | Stadion Wasyla Lewskiego, Sofia Widzów: 50.000 Sędzia: Paul Wyssling |
|            |                            |        |                 |                                                                      |

| 18.11.1958 | FC Schalke 04 · Kördel 12' · Siebert 35' | 2:12:0 | Wolverhampton Wanderers · Jackson 48' | Glückauf-Kampfbahn, Gelsenkirchen Widzów: 43.000 Sędzia: Gérard Versyp |
|            |                                          |        |                                       |                                                                        |

| 26.11.1958 | BSC Young Boys · Wechselberger 13', 60' · Meier 40' · Allemann 81' | 4:12:0 | MTK Budapeszt · Molnár 85' | Wankdorfstadion, Berno Widzów: 28.000 Sędzia: Alfred Grill |
|            |                                                                    |        |                            |                                                            |

| 15.11.1958 | Wismut Karl Marx Stadt · Zink 23', 82' · Kaiser 50', 62' | 4:01:0 | IFK Göteborg | Otto Grotewohl Stadion, Aue Widzów: 25.000 Sędzia: Marian Koczner |
|            |                                                          |        |              |                                                                   |

| 12.11.1958 | Standard Liège · Paeschen 47' · Houf 67' · Mallants 74' | 3:00:0 | Sporting CP | Stade Maurice Dufrasne, Liège Widzów: 32.000 Sędzia: Michel Devillers |
|            |                                                         |        |             |                                                                       |

| 03.12.1958 | HPS | 0:30:0 | Stade de Reims · Fontaine 2', 10' · Lintamo 12' (sam.) | Stade Robert Diochon, Rouen Widzów: 14.855 Sędzia: Helmut Fritz |
|            |     |        |                                                        |                                                                 |

### Dodatkowy mecz
| 18.12.1958 | Atlético Madryt · Vavá 42', 108' (k.) · Callejo 99' | 3:1 (dogr.)1:1 | CDNA Sofia · Janew 17' | Stade des Charmilles, Genewa Widzów: 30.000 Sędzia: Daniel Mellet |
|            |                                                     |                |                        |                                                                   |

## 1/4 finału
| Drużyna 1       | Wynik dwumeczu | Drużyna 2              | Pierwszy mecz | Drugi mecz |
| --------------- | -------------- | ---------------------- | ------------- | ---------- |
| Wiener SC       | 1:7            | Real Madryt            | 0:0           | 1:7        |
| Atlético Madryt | 4:1            | FC Schalke 04          | 3:0           | 1:1        |
| BSC Young Boys  | 2:21           | Wismut Karl Marx Stadt | 2:2           | 0:0        |
| Standard Liège  | 2:3            | Stade de Reims         | 2:0           | 0:3        |

1 Young Boys wygrało z Wismut Karl Marx Stadt 2:1 w decydującym o awansie do półfinału meczu.

### Pierwsze mecze
| 04.03.1959 | Wiener SC | 0:0 | Real Madryt | Praterstadion, Wiedeń Widzów: 80.000 Sędzia: Albert Alsteen |
|            |           |     |             |                                                             |

| 04.03.1959 | Atlético Madryt · Vavá 47' · Miguel 73' · Peiró 90' | 3:00:0 | FC Schalke 04 | Estadio Santiago Bernabéu, Madryt Widzów: 110.000 Sędzia: Antonio Moriconi |
|            |                                                     |        |               |                                                                            |

| 11.03.1959 | BSC Young Boys · Meier 22' · Rey 87' | 2:21:1 | Wismut Karl Marx Stadt · Wagner 45' · Zink 59' | Wankdorfstadion, Berno Widzów: 32.000 Sędzia: Francisco Guerra |
|            |                                      |        |                                                |                                                                |

| 02.04.1959 | Standard Liège · Jadot 65' · Givard 71' (k.) | 2:00:0 | Stade de Reims | Stade Maurice Dufrasne, Liège Widzów: 36.000 Sędzia: John Kelly |
|            |                                              |        |                |                                                                 |

### Rewanże
| 18.03.1959 | Real Madryt · Mateos 8' · Di Stéfano 14', 64', 69', 75' · Rial 67' · Gento 89' | 7:12:1 | Wiener SC · Horak 9' | Estadio Santiago Bernabéu, Madryt Widzów: 90.000 Sędzia: Maurice Guigue |
|            |                                                                                |        |                      |                                                                         |

| 18.03.1959 | FC Schalke 04 · Nowak 1' | 1:11:0 | Atlético Madryt · Vavá 90' | Glückauf-Kampfbahn, Gelsenkirchen Widzów: 43.000 Sędzia: Leo Horn |
|            |                          |        |                            |                                                                   |

| 18.03.1959 | Wismut Karl Marx Stadt | 0:0 | BSC Young Boys | Otto Grotewohl Stadion, Aue Widzów: 30.000 Sędzia: Bengt Andrén |
|            |                        |     |                |                                                                 |

| 18.03.1959 | Stade de Reims · Piantoni 70' · Fontaine 73', 88' | 3:00:0 | Standard Liège | Stade Auguste Delaune, Reims Widzów: 32.235 Sędzia: José María Ortiz de Mendibil |
|            |                                                   |        |                |                                                                                  |

### Dodatkowy mecz
| 01.04.1959 | BSC Young Boys · Meier 21' · Wechselberger 32' | 2:12:0 | Wismut Karl Marx Stadt · Tröger 75' (k.) | Stadion Olimpijski, Amsterdam Widzów: 20.000 Sędzia: Leo Horn |
|            |                                                |        |                                          |                                                               |

## 1/2 finału
| Drużyna 1      | Wynik dwumeczu | Drużyna 2       | Pierwszy mecz | Drugi mecz |
| -------------- | -------------- | --------------- | ------------- | ---------- |
| Real Madryt    | 2:21           | Atlético Madryt | 2:1           | 0:1        |
| BSC Young Boys | 1–3            | Stade de Reims  | 1:0           | 0:3        |

1 Real Madryt wygrał z Atlético Madryt 2:1 w decydującym o awansie do finału meczu.

### Pierwsze mecze
| 15.04.1959 | BSC Young Boys · Meier 15' | 1:0 | Stade de Reims | Wankdorfstadion, Berno Widzów: 60.000 Sędzia: Lucien Van Nuffel |
|            |                            |     |                |                                                                 |

| 23.04.1959 | Real Madryt · Rial 15' · Puskás 33' (k.) | 2:1 | Atlético Madryt · Chuzo 13' | Estadio Santiago Bernabéu, Madryt Widzów: 120.000 Sędzia: John Mowatt |
|            |                                          |     |                             |                                                                       |

### Rewanże
| 07.05.1959 | Atlético Madryt · Collar 43' | 1:0 | Real Madryt | Estadio Metropolitano de Madrid, Madryt Widzów: 50.000 Sędzia: Reg Leafe |
|            |                              |     |             |                                                                          |

| 13.05.1959 | Stade de Reims · Piantoni 41', 72' · Penverne 54' | 3:01:0 | BSC Young Boys | Parc des Princes, Paryż Widzów: 35.898 Sędzia: Pieter Paulus Roomer |
|            |                                                   |        |                |                                                                     |

### Dodatkowy mecz
| 13.05.1959 | Real Madryt · Di Stéfano 16' · Puskás 42' | 2:1 | Atlético Madryt · Collar 18' | La Romareda, Saragossa Widzów: 20.000 Sędzia: Arthur Edward Ellis |
|            |                                           |     |                              |                                                                   |

## Finał
| 03.06.1959 | Real Madryt · Mateos 2' · Di Stéfano 47' | 2:01:0 | Stade de Reims | Neckarstadion, Stuttgart Widzów: 80.000 Sędzia: Albert Dusch |
|            |                                          |        |                |                                                              |

| Real Madryt | Reims |

| REAL MADRYT:   |    |                    |
|                |    |                    |
| BR             | 1  | Rogelio Domínguez  |
| OB             | 2  | Marquitos          |
| OB             | 3  | José Santamaría    |
| OB             | 4  | José María Zárraga |
| OB             | 5  | Juan Santisteban   |
| PO             | 6  | Antonio Ruiz       |
| PO             | 7  | Raymond Kopa       |
| PO             | 8  | Enrique Mateos     |
| PO             | 9  | Alfredo Di Stéfano |
| NA             | 10 | Héctor Rial        |
| NA             | 11 | Francisco Gento    |
| Trener:        |    |                    |
| Luis Carniglia |    |                    |

| STADE REIMS:   |    |                    |
|                |    |                    |
| BR             | 1  | Dominique Colonna  |
| OB             | 2  | Bruno Rodzik       |
| OB             | 3  | Robert Jonquet (k) |
| OB             | 4  | Raoul Giraudo      |
| OB             | 5  | Armand Penverne    |
| PO             | 6  | Michel Leblond     |
| PO             | 7  | Robert Lamartine   |
| PO             | 8  | René Bliard        |
| PO             | 9  | Just Fontaine      |
| NA             | 10 | Roger Piantoni     |
| NA             | 11 | Jean Vincent       |
| Trener:        |    |                    |
| Albert Batteux |    |                    |

## Czołowi strzelcy
10 goli
- Just Fontaine (Stade Reims)

8 goli
- Vavá (Atlético Madryt)

6 goli
- Alfredo Di Stéfano (Real Madryt)
- Joaquín Peiró (Atlético Madryt)

5 goli
- Josef Hamerl (Wiener SC)
- Klaus Zink (Wismut)
- Roger Piantoni (Stade Reims)
- Enrique Collar (Atlético Madryt)

4 gole
- Ivson Freitas (Sporting CP)
- Péter Palotás (MTK)
- Jean Jadot (Standard)
- Eugen Meier (Young Boys)
- Ernst Wechselberger (Young Boys)
- Willy Tröger (Wismut)